# رجال لا تعرف المستحيل (فلم)
رجال لا تعرف المستحيل فيلم كوميدي مصري مأخوذ من قصة فيلم الطريق إلى إيلات أنتج عام 2002، من تأليف: هشام ماجد وأحمد فهمي وإخراج: أحمد عمرو.

## قصة الفيلم
تدور أحداثه حول مجموعة من ضباط المخابرات المصرية يبحثون عن أشخاص بسمات معينة لمساعدتهم في تفجير مبنى الموساد الإسرائيلي.

## طاقم العمل
- أحمد فهمي (صلاح)
- هشام ماجد (عصام/كلينتون)
- شيكو (محسن بيه/مونيكا)
- شريف عميرة (محروس)
- محمد الدردير (شعراوي)
- عمرو زاده (مشمش)
- مصطفى الجزار (أشرف نت)
- أحمد فرج (أبو شقرة)
- راندا البحيري (هيلاري كلينتون)
- طارق فهمي (بنيامين أفرايم)

## وصلات خارجية
- مقالات تستعمل روابط فنية بلا صلة مع ويكي بيانات